# Máquina de firmar

Partes de una máquina de firmar.

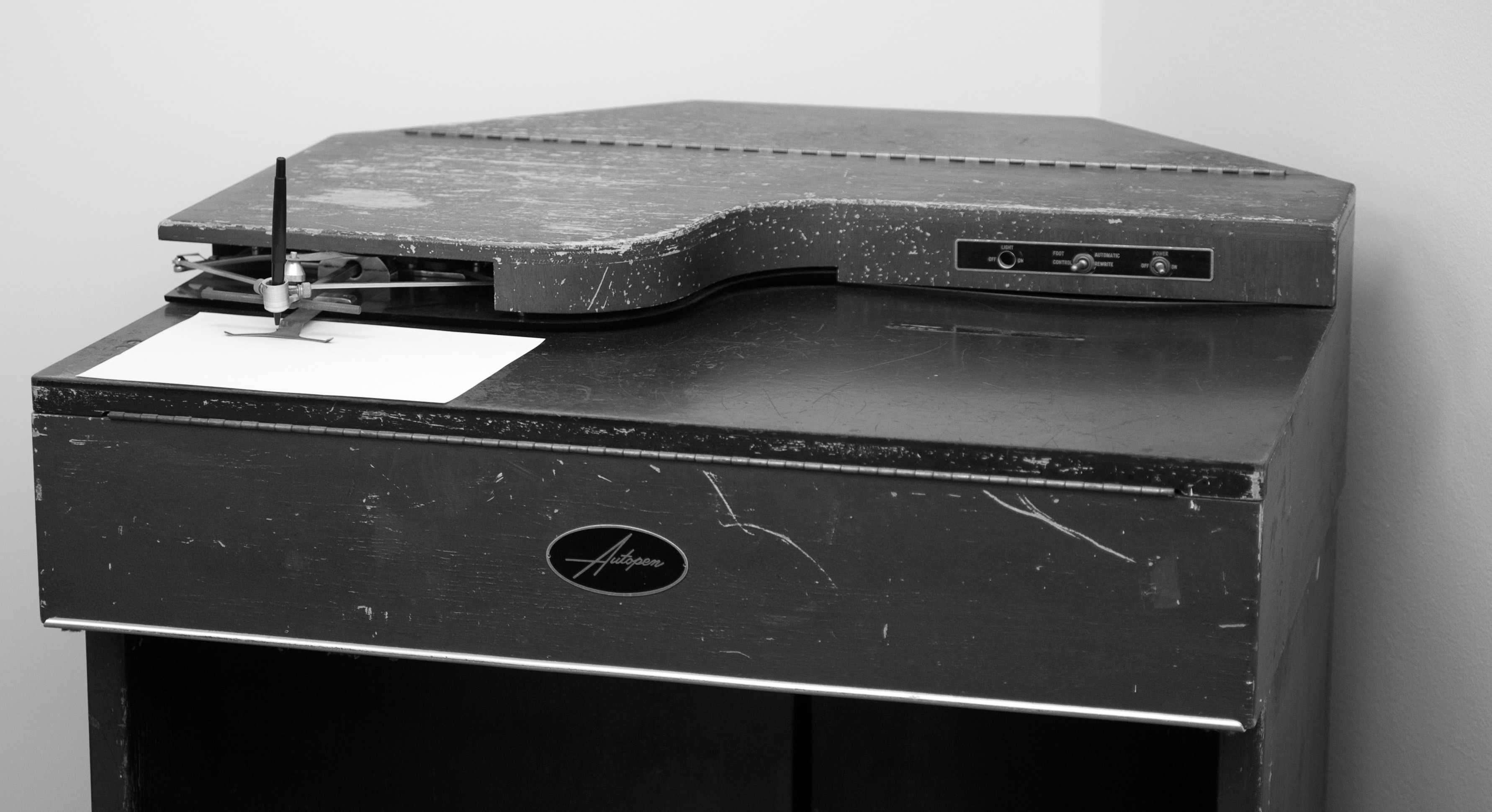
El Autopen modelo 50 de la compañía International Autopen Company fue usada frecuentemente por la Casa Blanca durante la presidencia de John F. Kennedy para duplicar su firma.

Una máquina de firmar, también llamada autopen, es un dispositivo usado para realizar automáticamente los trazos de una firma o autógrafo. Muchas celebridades, políticos y figuras públicas reciben cientos de cartas por día, muchas de las cuales solicitan una respuesta personal; esto lleva a una situación en la que el individuo debe reproducir artificialmente su firma o limitar fuertemente el número de receptores que recibirán una respuesta personal. Dada la verosimilitud exacta de la firma manual real, el uso de una máquina de firmar permite un pequeño grado de ilusión y negación plausible respecto a si la firma es real o reproducida e incrementa la percepción del valor personal de la misma para el receptor. Sin embargo, las firmas automáticas conocidas o sospechosas son mucho menos valiosas como objetos filográficos coleccionables. Los documentos legítimamente firmados a mano por personas que se sabe que usan máquinas de firmar regularmente requieren, frecuentemente, una verificación para considerarse válidos.
Las primeras máquinas de firmar usaron una matriz de plástico de la firma original oficiaba de canal cortado en una placa grabada en forma de rueda. Un lápiz accionado por un motor eléctrico seguía los ejes x e y de un perfil o forma grabada en la placa (por eso se lo llama matriz). El lápiz está mecánicamente conectado a un brazo que puede sostener casi cualquier instrumento de escritura común así que pueden usarse la pluma y tintas favoritas para sugerir autenticidad. La firma con máquina de firmar se hace con presión uniforme (y sangría en el papel) y esta es una de las formas en que las firmas de estas máquinas pueden distinguirse de la firma manual ya que en esta última la presión varía.
Las máquinas de firmar modernas usan una tarjeta inteligente personalizada o una unidad flash USB en vez de matrices de plástico para almacenar firmas y frases. Además, ciertos modelos pueden replicar páginas completas de escritura una vez que se ha creado una tipografía personalizada de la escritura del usuario.

## Historia
Las primeras máquinas duplicadoras de firmas fueron desarrolladas por el inglés John Isaac Hawkins. Hawkins recibió una patente de los Estados Unidos por su dispositivo en 1803. En 1804, Thomas Jefferson comenzó a usar este dispositivo frecuentemente. Estos primeros dispositivos fueron conocidos en su tiempo como polígrafos (una versión abstracta del pantógrafo) y mantienen poco parecido con las máquinas de firmar modernas tanto en diseño como en su operación. La máquina de firmar llamada Robot Pen fue desarrollada en la década de 1930 y se hizo disponible comercialmente en 1937 (usada como un dispositivo de almacenamiento, similar en principio a como los discos de vinilo guardan información) para registrar firmas. Para prevenir un mal uso, se podía sacar un pequeño segmento del registro y guardarlo en otro lado. La máquina debería entonces ser capaz de producir firmas en masa cuando fuera necesario.
Aunque el Robot Pen estuvo disponible comercialmente, la primera máquina de firmar comercialmente exitosa fue desarrollada por Robert M. De Shazo, Jr. en 1942. De Shazo desarrolló la tecnología que se convertiría en la máquina de firmar moderna en referencia a una Request For Quote (RFQ) de la Armada, y en 1942 recibió un pedido desde la Secretaría de la Armada. Este fue el comienzo de un mercado significativo para las máquinas de firmar en el Gobierno estadounidense, ya que las máquinas pronto llegaron a oficinas del Congreso, el Senado y ramas ejecutivas. De Shazo estimó que había más de 500 máquinas de firmar en uso en Washington D. C.
En 2005, el Departamento de Justicia de los Estados Unidos emitió una opinión legal que confirmaba el derecho del presidente de los Estados Unidos a firmar proyectos de ley con la máquina.

## Usuarios
La confidencialidad es extremadamente importarte para los dueños de las máquinas de firmar y la mayoría no divulga esta información. Algunos dicen que Harry S. Truman fue el primer presidente de los Estados Unidos en usar una máquina de firmar para responder cartas y firmar cheques. Otros dicen que fue Gerald Ford el primero en reconocer abiertamente su uso de la máquina de firmar, pero fue Lyndon B. Johnson quien permitió que se tomaran fotos de su máquina de firmar mientras él estaba en la oficina, y en 1968 el National Enquirer lanzó un titular de primera página "El robot que se sienta para el presidente" (The Robot That Sits In For The President).
Las máquinas de firmar son usadas actualmente por políticos y recaudadores de fondos para firmar cartas escritas por asistentes y personal administrativo, y por otras personas famosas para firmar autógrafos.
Mientras visitaba Francia, el presidente de los EE. UU. Barack Obama autorizó el uso de una máquina de firmar para crear su firma, que usó para firmar una extensión de tres disposiciones de la  Patriot Act. El 3 de enero de 2013, Obama firmó una extensión a los recortes de impuestos propuestos por George W. Bush, mientras vacacionaba en Hawái.

## Dispositivos similares
Desarrollando aún más la clase de dispositivos conocidos como máquinas de firmar, la autora canadiense Margaret Atwood creó un dispositivo llamado LongPen, que permite la conversación de audio y video entre el fan y el autor mientras se firma un libro de forma remota.